# Pozzonovo
Pozzonovo je italská obec v provincii Padova v regionu Benátsko. Nachází se asi 50 kilometrů jihozápadně od Benátek a asi 25 kilometrů jihozápadně od Padovy. K 31. prosinci roku 2004 žilo v obci 3 589 obyvatel. Rozloha obce činí 24,5 km².
Pozzonovo sousedí s těmito obcemi: Anguillara Veneta, Boara Pisani, Monselice, Solesino, Stanghella a Tribano.

## Galerie

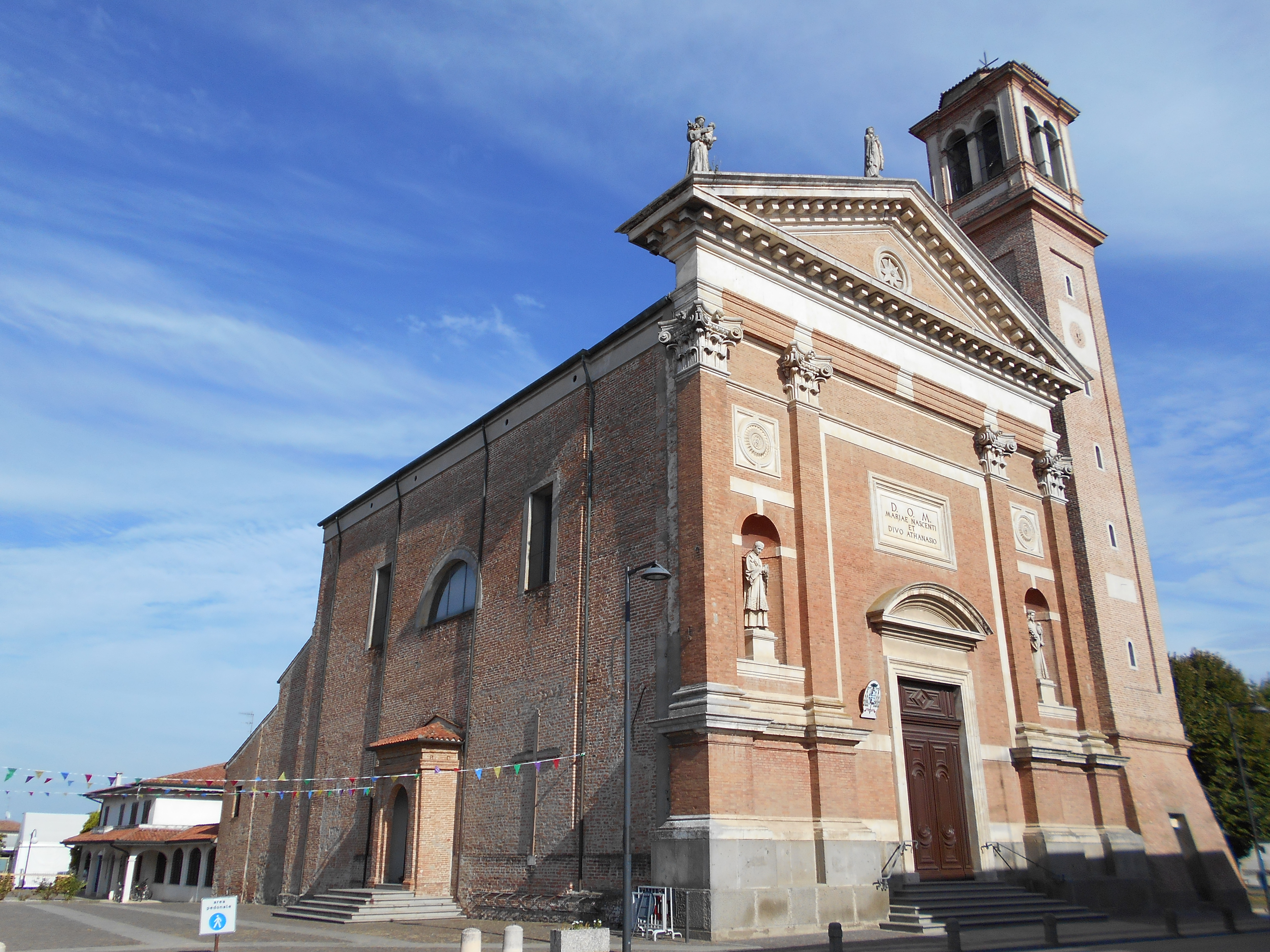
Místní kostel